# Jess Park
Jessica Park (født 21. oktober 2001) er en kvindelig engelsk fodboldspiller, der spiller angreb for engelske Manchester City i FA Women's Super League og Englands kvindefodboldlandshold.
Park, gjorde debut på Manchester Citys førstehold den 6. december 2017, med  3-2-sejren over Doncaster Belles i League Cup.
Park skrev under på hendes første professionelle kontrakt med klubben i april 2020, varende til sommeren 2023.
Hun var også med til at vinde FA Women's Cup i 2019-20-sæsonen, efter finalesejr over Everton F.C..

## Meritter

### Klub
Manchester City
- FA Women's Cup: 2019-20